# Channelsea Island
Die Channelsea Island ist eine künstlich angelegte Insel im Channelsea River im London Borough of Newham.
Sie wurde im 11. Jahrhundert für die Abbey Mill angelegt.
Die Insel wurde 1996 von den Abbey Mills Riverine Centre Trustees, einer muslimischen Organisation, erworben. Es wurde eine gemischte Nutzung angestrebt, deren Zentrum eine Moschee sein sollte, die auf Land südöstlich der Insel liegen sollte.
2012 wurde ein Bauantrag eingereicht, der vom Newham Council abgelehnt wurde.  In der Ablehnung wurde die Insel als ein Zufluchtsort für Wildtiere und seit vielen Jahren unberührt bezeichnet.